# Amblyseius grandisimilis
Amblyseius grandisimilis är en spindeldjursart som beskrevs av Ma 2004. Amblyseius grandisimilis ingår i släktet Amblyseius och familjen Phytoseiidae. Inga underarter finns listade i Catalogue of Life.